# Василий (Попович, Васо)
Митрополит Василий (серб. Митрополит Василије; в миру Васо Попович серб. Васо Поповић; 1860, Маевац, Босния и Герцеговина — 11 ноября 1938, Окучани, Хорватия) — епископ Сербской православной церкве, митрополит Баня-Лукский.

## Биография
Из семьи потомственного священника.
Начальную школу и низшую гимназию окончил в Маевце близ Дервента. В 1883 году с отлитием окончил духовную семинарию в Белграде.
23 августа 1884 года в Прняворе митрополитом Саввой (Ковачевичем) был рукоположён в сан диакона, 25 августа того же года в у Дервенте — в сан пресвитера и назначен вторым священником в приход своего отца протопресвитера Симеона.
В конце 1887 года назначен на приход а Градачаце.
В 1888 году митрополитом Зворничско-Тузланским Дионисием (Илиевичем) был произведён в окружного протопресвитера.
По предложению митрополита Дабро-Боснийского Георгия (Николаевича) в конце 1893 года назначен членом Конзистории в Сараеве.
10 июля 1908 года Священным Синодом Константинопольской Патриархии избран митрополитом Баня-Лукским и Бихачским.
28 сентября 1908 года хиротонисан во епископа в храме Сошествия Святого Духа в Баня-Луке.
В 1925 году была образована самостоятельная Бихачская епархия, в связи с чем стал титуловаться Баня-Лукским.
Скончался 11 ноября 1938 года. Был похоронен в храме Рождества Пресвятой Богородицы в Реброваце. После окончания Второй мировой войны перезахоронен в новопостроенной соборной церкви в Баня-Луке.